# Fuzzy Vandivier

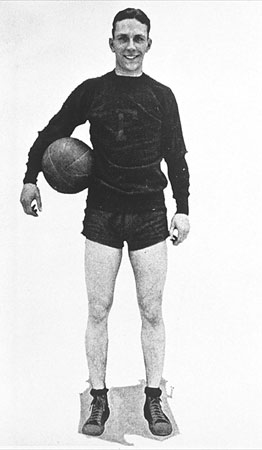
Robert „Fuzzy“ Vandiver

Robert P. „Fuzzy“ Vandivier (* 26. Dezember 1903 in Franklin, Indiana; † 30. Juli 1983) war ein US-amerikanischer Basketballspieler. Er gilt als einer der besten Highschool-Spieler aller Zeiten und wurde 1975 in die Naismith Hall of Fame des Basketballs aufgenommen. Vandivier war 1,83 m groß und spielte auf der Position des Small Forward.
Vandivier war der erste Superstar der damals noch jungen Sportart Basketball. Mit der Mannschaft der örtlichen Franklin Highschool gewann er dreimal die Landesmeisterschaft von Indiana, von 1920 bis 1922. Das Team wurde die „Franklin Wonder Five“ genannt und gilt bis heute als das beste in der Basketballgeschichte Indianas. Im gleichen Zeitraum wurde er dreimal ins All-State-Team von Indiana berufen, damals als erster Spieler überhaupt. Hall-of-Fame-Coach John Wooden hielt ihn für den besten Highschool-Basketballer der Geschichte, vergleichbar nur mit LeBron James.
Von 1922 bis 1926 spielte Vandivier am Franklin College. Eine Karriere als Profispieler blieb ihm auf Grund einer Rückenverletzung in seinem Senior-Jahr verwehrt. Nach seinem Abschluss war er 18 Jahre lang erfolgreich Coach seiner alten Highschool und trainierte u. a. den allerersten Mr. Basketball Indianas und Major League Baseball-First Baseman George Crowe, der außerdem professionellen Basketball für die New York Renaissance spielen sollte.